# Сапари, Фридрих
Граф Фридрих Сапари (нем. Friedrich Graf Szapáry von Muraszombat, Széchysziget und Szapár; венг. Szapáry Frigyes; 15 ноября 1869 года — 18 марта 1935 года) — австро-венгерский дипломат. Последний посол Австро-Венгрии в России (1913—1914). 24 июля (6 августа) 1914 года уведомил российское правительство об объявлении войны, которая стала Первой мировой.

## Жизнь и карьера
Родился в Будапеште 15 ноября 1869 года в венгерской дворянской семье, второй сын Ладислауса Сапари (1831—1883), австро-венгерского генерала, игравшего ведущую роль в оккупации Боснии и Герцеговины в 1878 году. Мать — Марианна, урожденная графиня фон Грюнне. Двоюродный брат графа Дюлы Сапари, премьер-министра Венгрии в 1890—1892 годах.
Получив юридическое образование, граф Сапари поступил на австро-венгерскую дипломатическую службу. Дипломатическую карьеру начал в 1895 году в качестве атташе в Риме. Служил в Берлине (с 1899) и Мюнхене (с 1903). В 1907 году возвратился в Вену, работал в центральном аппарате Министерства иностранных дел, быстро сделал карьеру. Был сотрудником министра иностранных дел графа Алоиза фон Эренталя, полагал, что спасение австро-венгерской дуалистической монархии от распада состоит в агрессивной и динамичной внешней политике. Во время Балканского кризиса (1914) одобрял вооруженное давление на Сербию.

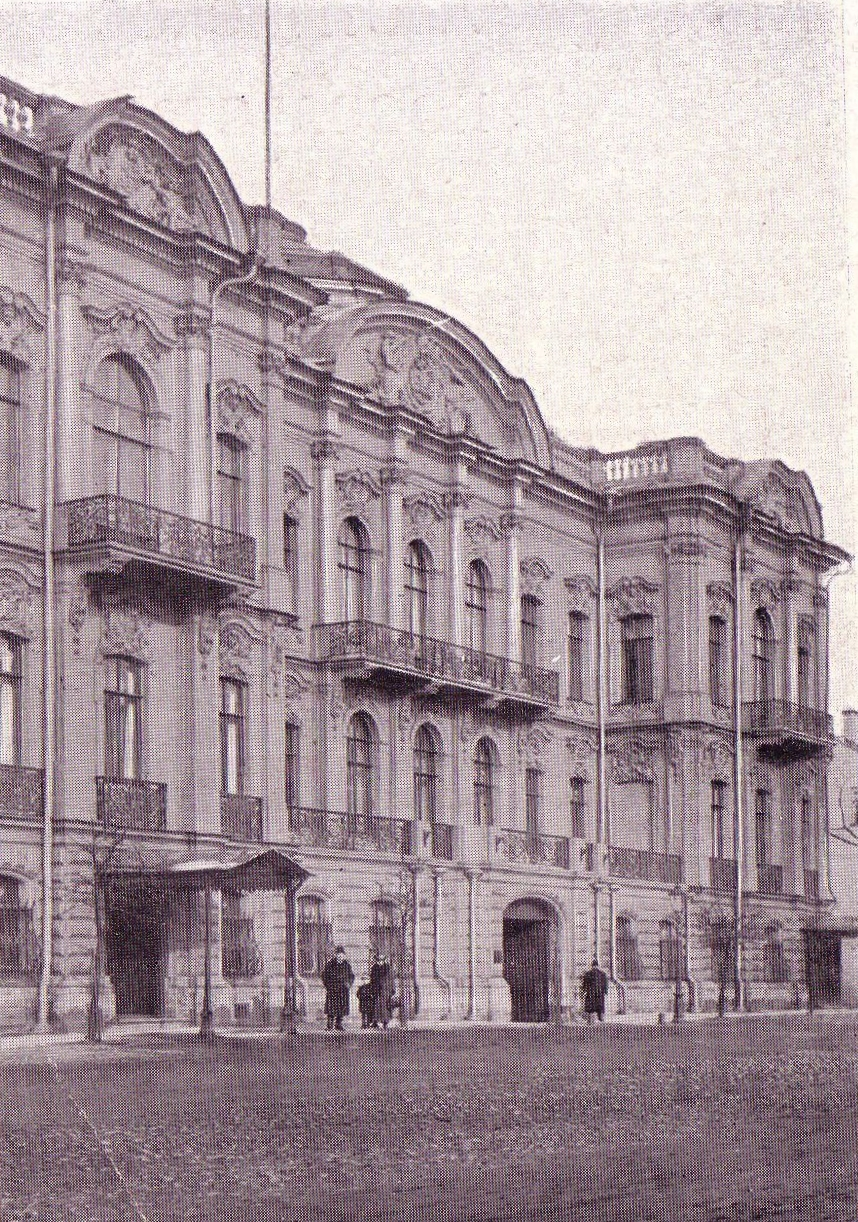
Здание Австрийского посольства в Санкт-Петербурге, 1914 год

1 октября 1913 года граф Сапари назначен послом в Санкт-Петербурге, хотя считался русофобом. Не прибывал на место новой службы до начала следующего года, представил свои верительные грамоты Николаю II лишь 14 февраля 1914 года. По семейным обстоятельствам уже через две недели уехал на родину и возвратился в Санкт-Петербург в середине апреля, однако оставался в России лишь до конца мая. Вновь возвратился только в середине июля, поскольку активно участвовал в выработке внешней политики Австро-Венгрии во время Сараевского кризиса. Во время отсутствия посла, дипломатическое представительство возглавлял поверенный в делах — граф Отто фон Чернин (родной брат Оттокара фон Чернина).
Возвратился в Санкт-Петербург 17 июля. На дипломатическом приеме 21 июля публично обменялся резкими заявлениями с французским президентом Пуанкаре, который находился в России с визитом. На протяжении следующих дней провёл несколько встреч с российским министром иностранных дел Сазоновым. Объявив от имени австро-венгерского правительства войну России, покинул Санкт-Петербург.
В 1915 году стал членом Верхней палаты парламента Цислейтании, но активной роли во время войны не играл.
Граф Сапари умер в Вене 18 марта 1935 года.

## Семья
27 апреля 1908 года женился на Хедвиге (1878—1918), дочери князя Альфреда цу Виндишгреца, министр-президента Цислейтании (1893—1895), президента верхней палаты парламента Цислейтании (Herrenhaus). У пары было четверо детей:
- Ласло фон Сапари (1910–1998) - спортивный стрелок, представлял Австрию на трёх летних Олимпийских играх: 1952, 1960 и 1964 года. Сын Николай Сапари (род. 1959) - участник летних Олимпийских игр 1980 и 1984 года.
- Мария Анна фон Сапари (1911 — 1988), первый муж Гюнтер фон Рейбниц (1894-1983), дочь Мария Кристина принцесса Майкл Кентская и сын Фридрих, развод; второй муж - Таддеуш Коцоровсий, сын Маттиас Коцоровский
- Габриелла фон Сапари (1913-2007) - теннисистка, завоевала призы по теннису в Каннах, Ницце, Монте-Карло, Ментоне.
- Винченц Альфред (1914) - умер вскоре после рождения

Жена Мария Хедвига умерла от туберкулёза 22 сентября 1918 года в городе Кур, Швейцария

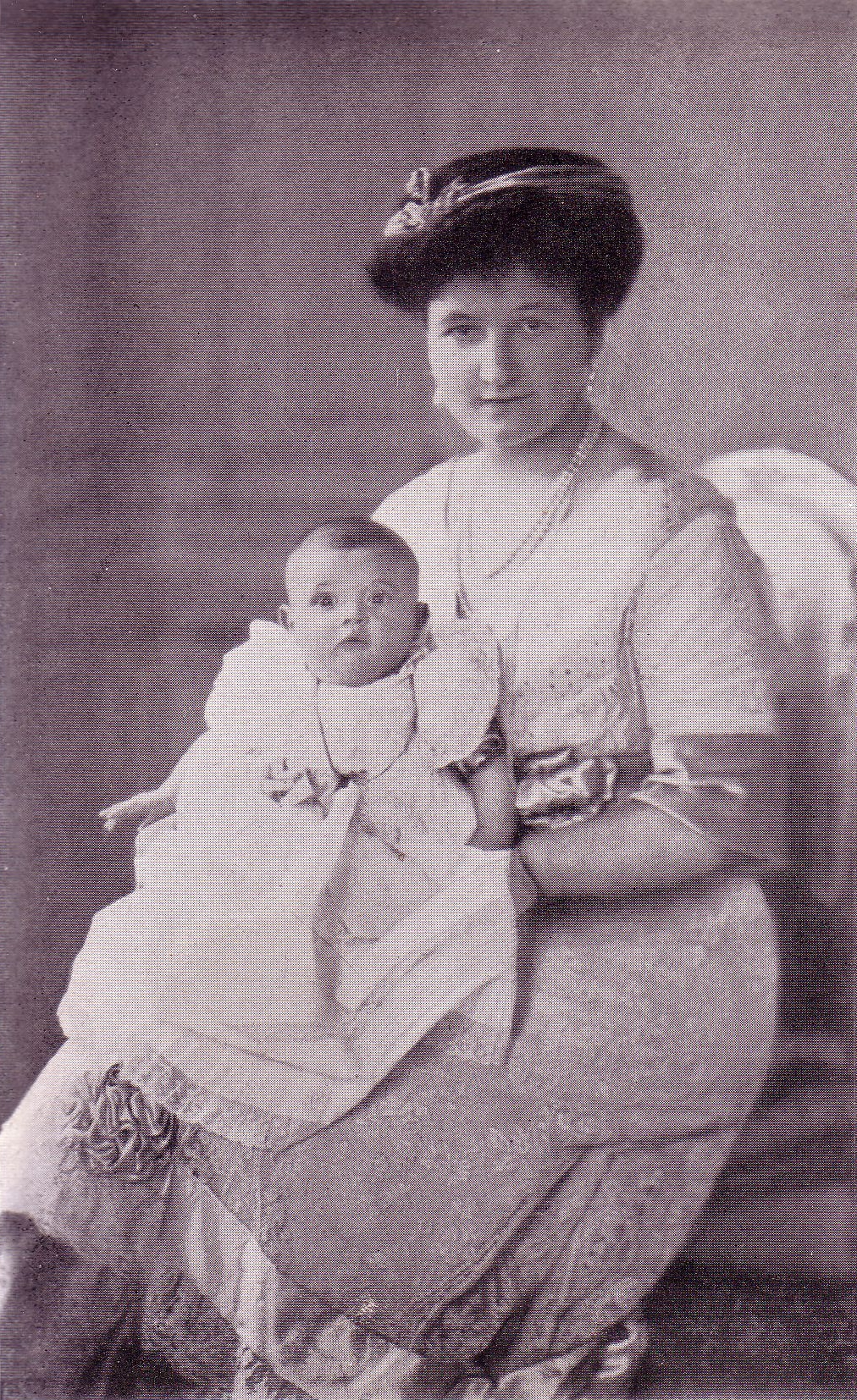
Графиня Хедвиг фон Сапари (1878-1918) с дочерью Габриеллой (1913-2007)

## Сочинения
- Das Verhältnis österreich-Ungarns zu Russland. // Rings um Sasonow. / Hrsg.: Eduard Ritter von Steinitz. — Berlin: Verlag für Kulturpolitik, 1928.
- Aus den Krisenjahren 1908 bis 1913. // Erinnerungen an Franz Joseph I. / Hrsg.: Eduard Ritter von Steinitz. — Berlin: Verlag für Kulturpolitik, 1931.